# Llista d'estats sobirans i territoris dependents d'Àfrica

Aquesta és una llista dels estats sobirans i dels territoris dependents d'Àfrica amb informació sobre les seves respectives capitals, llengües, monedes, població, superfície i renda per capita.
Malta i parts de França, Itàlia, Portugal i Espanya són geològicament en la placa continental africana, alguns més a prop d'Àfrica que d'Europa, però políticament són considerats habitualment europeus per convenció. De la mateixa manera, l'illa de Socotra també és a la placa continental africana i molt a prop d'Àfrica, però en l'àmbit polític és una part del Iemen, un estat asiàtic. Egipte, és considerat un estat africà tot i que té una part a Àsia, la Península del Sinaí.

## Estats reconeguts
A Àfrica hi ha 54 estats plenament reconeguts com a membres de les Nacions Unides i tots, excepte Marroc, formen part de la Unió Africana.
| Nom (nom oficial)                                                                                                | Bandera                         | Capital                                                | Moneda                           | Llengües oficials | Superfície (km²)                                                                    | Població    | PIB per capita (US$) | Mapa |
| --- | ------------------------------- | ------------------------------------------------------ | -------------------------------- | --- | ----------------------------------------------------------------------------------- | ----------- | -------------------- | ---- |
| Algèria (الجمهورية الجزائرية الديمقراطية الشعبية; República Democràtica Popular d'Algèria)                       | Algèria                         | Alger                                                  | Dinar algerià                    | Àrab | 2.381.740                                                                           | 33.333.267  | 7.126                | 3    |
| Angola (República de Angola; República d'Angola)                                                                 | Angola                          | Luanda                                                 | Kwanza                           | Portuguès | 1.246.700                                                                           | 16.941.000  | 5.813                | 42   |
| Benín (République du Bénin; República de Benín)                                                                  | Benín                           | Porto Novo                                             | Franc CFA de l'Àfrica Occidental | Francès | 112.622                                                                             | 8.439.000   | 1.176                | 24   |
| Botswana (Republic of Botswana; República de Botswana)                                                           | Botswana                        | Gaborone                                               | Pula botswanesa                  | anglès, tswana | 581.726                                                                             | 1.839.833   | 11.400               | 46   |
| Burkina Faso (Burkina Faso)                                                                                      | Burkina Faso                    | Ouagadougou                                            | Franc CFA de l'Àfrica Occidental | Francès | 274.000                                                                             | 13.228.000  | 1.284                | 21   |
| Burundi (Republika y'Uburundi; República de Burundi)                                                             | Burundi                         | Gitega                                                 | Franc de Burundi                 | Rundi, Francès | 27.830                                                                              | 7.548.000   | 739                  | 38   |
| Camerun (Republic of Cameroon; República del Camerun)                                                            | Camerun                         | Yaoundé                                                | Franc CFA de l'Àfrica Central    | francès, anglès | 475.442                                                                             | 17.795.000  | 2.421                | 26   |
| Cap Verd (República de Cabo Verde; República del Cap Verd)                                                       | Cap Verd                        | Praia                                                  | Escut de Cap Verd                | Portuguès | 4.033                                                                               | 420.979     | 6.418                | 14a  |
| República Centreafricana (Ködörösêse tî Bêafrîka; Repúblique centreafricaine; República Centreafricana)          | República Centreafricana        | Bangui                                                 | Franc CFA de l'Àfrica Central    | sango, francès | 622.984                                                                             | 4.216.666   | 1.198                | 27   |
| Txad (République du Tchad; República del Txad)                                                                   | Txad                            | N'Djamena                                              | Franc CFA de l'Àfrica Central    | francès, àrab | 1.284.000                                                                           | 10.146.000  | 1.519                | 11   |
| Comores (Udzima wa Komori; Unió de Comores)                                                                      | Comores                         | Moroni                                                 | Franc de les Comores             | Àrab, francès, comorès | 2,235                                                                               | 798.000     | 1,660                | 43a  |
| República Democràtica del Congo (République démocratique du Congo)                                               | República Democràtica del Congo | Kinshasa                                               | Franc congolès                   | Francès | 2,344,858                                                                           | 75.507,308  | 774                  | 34   |
| Djibouti (Jumhuriyaa Jibuti; República de Djibouti)                                                              | Djibouti                        | Djibouti                                               | Franc de Djibouti                | Àrab, Francès | 23,200                                                                              | 906.000     | 2,070                | 29   |
| Egipte (Jumhūriyyat Miṣr al-ʿArabiyya; República Àrab d'Egipte)                                                  | Egipte                          | El Caire                                               | Lliura egípcia                   | Àrab | 1.001.449                                                                           | 84.550.000  | 4.836                | 5    |
| Guinea Equatorial (República de Guinea Ecuatorial; República de Guinea Equatorial)                               | Guinea Equatorial               | Malabo                                                 | Franc CFA de l'Àfrica Central    | Castellà, francès, portuguès | 28.051                                                                              | 504.000     | 16.312               | 31   |
| Eritrea (دولة إرتريا, Dawlat Iritriyā; Estat d'Eritrea)                                                          | Eritrea                         | Asmara                                                 | Nakfa                            | tigrinya, àrab, anglès | 117.600                                                                             | 5.880.000   | 1.000                | 13   |
| Etiòpia (ye-Ītyōṗṗyā Fēdēralāwī Dīmōkrāsīyāwī Rīpeblīk; República Democràtica Federal d'Etiòpia)                 | Etiòpia                         | Addis Abeba                                            | birr                             | Amhàric | 1.104.300                                                                           | 85.237.338  | 1.100                | 28   |
| Gabon (République Gabonaise; República Gabonesa)                                                                 | Gabon                           | Libreville                                             | Franc CFA de l'Àfrica Central    | Francès | 267.668                                                                             | 1.384.000   | 7.055                | 32   |
| Gàmbia (Republic of the Gambia; República de Gàmbia)                                                             | Gàmbia                          | Banjul                                                 | Dalasi                           | Anglès | 10.380                                                                              | 1.517.000   | 2.002                | 15   |
| Ghana (Republic of Ghana; República de Ghana)                                                                    | Ghana                           | Accra                                                  | Cedi                             | English | 238.534                                                                             | 23.000,000  | 2.700                | 22   |
| República de Guinea (République de Guinée; República de Guinea)                                                  | Guinea                          | Conakry                                                | Franc guineà                     | francès | 245.857                                                                             | 10.057.975  | 2.035                | 17   |
| Guinea-Bissau (República da Guiné-Bissau; República de Guinea-Bissau)                                            | Guinea Bissau                   | Bissau                                                 | Franc CFA de l'Àfrica Occidental | Portuguès | 36.125                                                                              | 1.586.000   | 736                  | 16   |
| Costa d'Ivori (République de Côte d'Ivoire; República de Costa d'Ivori)                                          | Costa d'Ivori                   | Yamoussoukro                                           | Franc CFA de l'Àfrica Occidental | Francès | 322.460                                                                             | 17.654.843  | 1.600                | 20   |
| Kenya (Republic of Kenya, Jamhuri ya Kenya; República de Kenya)                                                  | Kenya                           | Nairobi                                                | Xíling kenyà                     | swahili, anglès | 580.367                                                                             | 34.707.817  | 1.445                | 36   |
| Lesotho (Muso oa Lesotho; Regne de Lesotho)                                                                      | Lesotho                         | Maseru                                                 | Loti                             | Sesotho, anglès | 30.355                                                                              | 2.067.000   | 2.113                | 49   |
| Libèria (Republic of Liberia; República de Libèria)                                                              | Libèria                         | Monròvia                                               | Dòlar liberià                    | Anglès | 111.369                                                                             | 4.128.572   | 1.003                | 19   |
| Líbia (Dawlat Libya, Estat de Líbia)                                                                             | Líbia                           | Trípoli                                                | Dinar libi                       | Àrab | 1.759.540                                                                           | 6.036.914   | 12.700               | 4    |
| Madagascar (Repoblikan'i Madagasikara République de Madagascar; República de Madagascar)                         | Madagascar                      | Antananarivo                                           | Ariary                           | Malgaix, francès | 587,041                                                                             | 18.606,000  | 905                  | 44   |
| Malawi (Republic of Malawi; Chalo cha Malawi; Dziko la Malaŵi; República de Malawi)                              | Malawi                          | Lilongwe                                               | Kwacha malawià                   | anglès, chewa | 118.484                                                                             | 12.884.000  | 596                  | 42   |
| Mali (Mali ka Fasojamana; République du Mal; República de Mali)                                                  | Mali                            | Bamako                                                 | Franc CFA de l'Àfrica Occidental | Francès | 1.240.192                                                                           | 13.518.000  | 1.154                | 9    |
| Mauritània (الجمهورية الإسلامية الموريتانية; República Islàmica de Mauritània)                                   | Mauritània                      | Nouakchott                                             | Ouguiya                          | Àrab | 1.030.700                                                                           | 3.069.000   | 2.402                | 8    |
| Maurici (République de Maurice; República de Maurici)                                                            | Maurici                         | Port Louis                                             | Rupia de Maurici                 | cap (es parla (anglès), (francès) i crioll mauricià | 2,040                                                                               | 1.219,220   | 13,703               | 44a  |
| Marroc (المملكة المغربية, al-Mamlaka al-Maḡribiyya; Regne del Marroc)                                            | Marroc                          | Rabat                                                  | Dírham marroquí                  | Àrab | 446,550 (reconegut a nivell internacional), 710,850 (incloent el Sàhara Occidental) | 35.757,175  | 4,600                | 2    |
| Moçambic (República de Moçambique; República de Moçambic)                                                        | Moçambic                        | Maputo                                                 | Metical                          | Portuguès | 801.590                                                                             | 20.366,795  | 1,389                | 43   |
| Namíbia (Republic of Namibia; República de Namíbia)                                                              | Namíbia                         | Windhoek                                               | Dòlar namibià                    | Anglès | 825.418                                                                             | 2.031.000   | 7.478                | 45   |
| Níger (République du Niger; República de Níger)                                                                  | Níger                           | Niamey                                                 | Franc CFA de l'Àfrica Occidental | Francès | 1.267.000                                                                           | 13.957.000  | 872                  | 10   |
| Nigèria (Federal Republic of Nigeria; República Federal de Nigèria)                                              | Nigèria                         | Abuja                                                  | Naira                            | Anglès | 923.768                                                                             | 174.507.539 | 1.188                | 25   |
| República del Congo (République du Congo)                                                                        | República del Congo             | Brazzaville                                            | Franc CFA de l'Àfrica Central    | Francès | 342.000                                                                             | 4.012.809   | 3.919                | 25   |
| Ruanda (Republic of Rwanda; República de Ruanda)                                                                 | Ruanda                          | Kigali                                                 | Franc ruandès                    | Kinyarwanda, francès, (anglès) | 26.798                                                                              | 7.600.000   | 1.300                | 37   |
| São Tomé i Príncipe (República Democrática de São Tomé e Príncipe; República Democràtica de São Tomé i Príncipe) | São Tomé i Príncipe             | São Tomé                                               | Dobra                            | Portuguès | 964                                                                                 | 183.176     | 1.266                | 31a  |
| Senegal (République du Sénégal; República del Senegal)                                                           | Senegal                         | Dakar                                                  | Franc CFA de l'Àfrica Occidental | Francès | 196.723                                                                             | 11.658.000  | 1.759                | 14   |
| Seychelles (Republic of Seychelles; Repiblik Sesel; República de les Seychelles)                                 | Seychelles                      | Victòria                                               | Rupia de les Seychelles          | (anglès), francès, crioll seychellès | 451                                                                                 | 80.654      | 11.818               | 39a  |
| Sierra Leone (Republic of Sierra Leone; República de Sierra Leone)                                               | Sierra Leone                    | Freetown                                               | Leone                            | (anglès) | 71,740                                                                              | 6.144,562   | 903                  | 18   |
| Somàlia (Jamhuuriyadda Federaalka Soomaaliya; جمهورية الصومال الفدرالية; República Federal de Somàlia)           | Somàlia                         | Mogadiscio                                             | Xíling somali                    | Somali, àrab | 637,657                                                                             | 9.832,017   | 600                  | 30   |
| Sud-àfrica (Republic of South Africa; República de Sud-àfrica)                                                   | Sud-àfrica                      | Bloemfontein, Ciutat del Cap, i Pretòria               | Rand                             | Afrikaans, (anglès), isindebele, sesotho sa Leboa, sesotho, swazi, tsonga, tswana, tshivenḓa, xosa i zulu                                                 | 1.221.037                                                                           | 52.981.991  | 12.161               | 48   |
| Sudan del Sud (Republic of South Sudan; República de Sudan del Sud)                                              | Sudan del Sud                   | Juba                                                   | Lliura sud-sudanesa              | (anglès) | 644.329                                                                             | 8.260.490   | 1.546                | 12   |
| Sudan (جمهورية السودان, Jumhūríyyat as-Sūdān; República del Sudan)                                               | Sudan                           | Khartum                                                | Lliura sudanesa                  | Àrab | 1,861,484                                                                           | 36.787,012  | 2,800                | 12   |
| Eswatini (Umbuso weSwatini; Regne de Eswatini)                                                                   | Swazilàndia                     | Lobamba (reial i legislativa) Mbabane (administrativa) | Lilangeni                        | (anglès), Swazi | 17,364                                                                              | 1.032,000   | 5,245                | 50   |
| Tanzània (United Republic of Tanzania; Jamhuri ya Muungano wa Tanzania; República Unida de Tanzània)             | Tanzània                        | Dodoma                                                 | Xíling tanzà                     | Suahili, (anglès) | 945,203                                                                             | 44.929.002  | 723                  | 39   |
| Togo (République Togolaise; República Togolesa)                                                                  | Togo                            | Lomé                                                   | Franc CFA de l'Àfrica Occidental | (francès) | 56.785                                                                              | 7.154.237   | 1.700                | 23   |
| Tunísia (الجمهورية التونسية, al-Jumhūriyya at-Tūnisiyya; República de Tunísia)                                   | Tunísia                         | Tunis                                                  | Dinar tunisià                    | Àrab | 163.610                                                                             | 10.102.000  | 8.800                | 3    |
| Uganda (Republic of Uganda; Jamhuri ya Uganda; República d'Uganda)                                               | Uganda                          | Kampala                                                | xíling ugandès                   | (anglès), Suahili | 236,040                                                                             | 27.616,000  | 1,700                | 35   |
| Zàmbia (Republic of Zambia; República de Zàmbia)                                                                 | Zàmbia                          | Lusaka                                                 | kwacha zambià                    | (anglès) | 752.614                                                                             | 14.668.000  | 931                  | 41   |
| Zimbabwe (Republic of Zimbabwe; República de Zimbabwe)                                                           | Zimbàbue                        | Harare                                                 | Dòlar dels Estats Units i rand   | Chewa, sena, anglès, ikalanga, khoi-san, kalanga, ndau, isindebele, shangani, xona, llengua de signes zimbabuesa, sesotho, tonga, tswana, tshivenḓa, xosa | 390,757                                                                             | 13.010.000  | 2.607                | 47   |

## Estats parcialment reconeguts i estats no reconeguts
Els següents estats de la llista són sobirans però tenen un reconeixement limitat o no el tenen. La República Àrab Sahrauí Democràtica és membre de la Unió Africana
| Nom (nom oficial) | Bandera           | Capital                             | Moneda                 | Llengües oficials      | Superfície (km²) | Població  | PIB per capita (US$) | Mapa |
| --- | ----------------- | ----------------------------------- | ---------------------- | ---------------------- | ---------------- | --------- | -------------------- | ---- |
| Somalilàndia (Jamhuuriyadda Soomaaliland, جمهورية أرض الصومال, República de Somalilàndia)                                              | Somalilàndia      | Hargeisa                            | Xíling de Somalilàndia | somali, (anglès), àrab | 137.600          | 4.000.000 | 600                  | 30   |
| República Àrab Sahrauí Democràtica (الجمهورية العربية الصحراوية الديمقراطية, al-Jumhūriyya al-'Arabiyya as-Saḥrāwiyya ad-Dīmuqrātiyya) | Sàhara Occidental | El Aaiún, Bir Lehlou (temporalment) | Dírham marroquí        | N/A.                   | 267,405          | 266,000   | N/A                  | 7    |

## Territoris no sobirans
Al continent africà hi ha 10 territoris no sobirans.

### Territoris dependents
Aquesta llista conté els territoris dependents que estan administrats políticament per altres estats.

| Nom (nom oficial)                                                                            | Bandera    | Capital      | Moneda                 | Llengües oficials | Superfície (km²) | Població                    | PIB per capita (US$) | Mapa                                    |
| -------------------------------------------------------------------------------------------- | ---------- | ------------ | ---------------------- | ----------------- | ---------------- | --------------------------- | -------------------- | --------------------------------------- |
| Terres Australs i Antàrtiques Franceses (només la part de les Illes Esparses de l'Oceà Índic |            | Saint-Pierre | Euro                   | (francès)         | 38.6             | No hi ha població permanent | N/A                  | Terres Australs i Antàrtiques Franceses |
| Saint Helena, Ascensió i Tristan da Cunha (UK) (Santa Helena)                                | Regne Unit | Jamestown    | Lliura de Santa Helena | (anglès)          | 420              | 5,661                       | N/A                  | 40b                                     |

### Altres zones
Aquesta llista conté territoris administrats com a part d'un estat que no és africà:
| Nom (nom oficial)                                             | Bandera           | Capital                                             | Moneda | Llengües oficials | Superfície (km²) | Població  | PIB per càpìta (US$) | Mapa                 |
| ------------------------------------------------------------- | ----------------- | --------------------------------------------------- | ------ | ----------------- | ---------------- | --------- | -------------------- | -------------------- |
| Illes Canàries                                                | Illes Canàries    | Las Palmas de Gran Canaria i Santa Cruz de Tenerife | Euro   | castellà          | 7,447            | 2,205,247 | N/A                  | 6                    |
| Ceuta (Ciudad Autónoma de Ceuta)                              | Ceuta             | Ceuta                                               | Euro   | castellà          | 28               | 76,861    | N/A                  | 2a                   |
| Madeira (Região Autónoma da Madeira)                          | Madeira           | Funchal                                             | Euro   | Portuguès         | 828              | 245,806   | N/A                  | 1                    |
| Mayotte (França)                                              | Mayotte           | Mamoudzou                                           | Euro   | Francès           | 374              | 186.452   | 2.600                | 43b                  |
| Melilla (Ciudad Autónoma de Melilla)                          | Melilla           | Melilla                                             | Euro   | Castellà          | 20               | 72.000    | N/A                  | 2b                   |
| Possessions espanyoles al Nord d'Àfrica (Plazas de Soberanía) | Espanya           | N/A                                                 | Euro   | Castellà          |                  | 74        | N/A                  | 2a                   |
| Illa de la Reunió                                             | Illa de la Reunió | Saint-Denis                                         | Euro   | Francès           | 2.512            | 793.000   | N/A                  | 44b                  |
| Lampedusa i Lampione                                          | Itàlia            | Lampedusa e Linosa                                  | Euro   | Italià            | 21,4             | 6.304     | N/A                  | Lampedusa i Lampione |